# Lor
Lor es una comuna francesa situada en el departamento de Aisne, de la región de Alta Francia.

## Geografía
Está ubicada a 30 km al este de Laon.

## Demografía
| 148 | 143 | 135 | 113 | 111 | 122 | 142 | 149 |
| Para los censos de 1962 a 1999 la población legal corresponde a la población sin duplicidades (Fuente: INSEE [Consultar]) |     |     |     |     |     |     |     |